# Anomala pallidula
Anomala pallidula är en skalbaggsart som beskrevs av Pierre André Latreille 1823. Anomala pallidula ingår i släktet Anomala och familjen Rutelidae. Inga underarter finns listade i Catalogue of Life.